# إليزابيث أوموريجي
إليزابيث أوموريجي مواليد 29 ديسمبر 1996 في أثينا، هي لاعبة كرة يد بلغارية تلعب كظهير أيسر. مثلت منتخب بلغاريا لكرة اليد للسيدات.

## الإنجازات
- الدوري السلوفيني لكرة اليد للسيدات:
  - الفوز: 2015
- كأس أبطال الكؤوس الأوروبية لكرة اليد للسيدات:
  - نصف النهائي: 2015–16

## روابط خارجية
- إليزابيث أوموريجي على موقع الاتحاد الأوروبي لكرة اليد (الإنجليزية)
- إليزابيث أوموريجي على موقع اللجنة الأولمبية الدولية (الإنجليزية)